# 川端裕人
川端 裕人（かわばた ひろと、1964年7月26日 - ）は、日本の小説家・ノンフィクション作家。宇宙作家クラブ会員。

## 経歴
1964年、兵庫県明石市に生まれる。千葉県千葉市で育つ。千葉市立千葉高等学校、東京大学教養学部卒業。日本テレビに入社し、記者として科学技術庁、気象庁を担当。1988年、「八月の最後の風」で第12回コバルト・ノベル大賞最終候補。1992年 - 1993年、日本テレビの記者として南極海調査捕鯨船に同乗取材。1995年、上記乗船体験をもとに『クジラを捕って、考えた』を執筆し、ノンフィクション作家としてデビュー。
1997年、日本テレビを退社してフリーランスとなる。コロンビア大学ジャーナリズム大学院にモービル・コロンビア・フェローとして在籍した。1998年に帰国し、『夏のロケット』で第15回サントリーミステリー大賞優秀作品賞を受賞し、小説家デビュー。
2000年、『動物園にできること』で第31回大宅壮一ノンフィクション賞候補。2004年、『せちやん 星を聴く人』で第25回吉川英治文学新人賞候補。2007年、『てのひらの中の宇宙』が第53回青少年読書感想文全国コンクール高等学校部門課題図書に選出される。
2009年-2010年、ニュージーランド・クライストチャーチ市に居住。
2018年、『我々はなぜ我々だけなのか』で科学ジャーナリスト賞2018、第34回講談社科学出版賞受賞。2021年、『理論疫学者・西浦博の挑戦-新型コロナからいのちを守れ! 』で科学ジャーナリスト賞2021受賞。2024年、『ドードー鳥と孤独鳥』で第43回新田次郎文学賞を受賞。

## 作品リスト

### 小説
- 『夏のロケット』 1998年10月、文藝春秋 のち文庫
- 『リスクテイカー』 1999年10月、文藝春秋、のち文庫
- 『ニコチアナ』2001年6月、文藝春秋、のち角川文庫
- 『The S.O.U.P.』2001年8月、角川書店、のち文庫
- 『竜とわれらの時代』2002年10月、徳間書店、のち文庫
- 『せちやん 星を聴く人』2003年9月、講談社、のち文庫
  - 初出:『小説現代』2003年4月号 - 2003年7月号
- 『川の名前』 2004年5月、早川書房、のち文庫
- 『ふにゅう』2004年7月、新潮社、改題「おとうさんといっしょ」新潮文庫
  - おっぱい（『小説新潮』2002年3月号）文庫版では「ふにゅう」に改題
  - デリパニ
  - ゆすきとくんとゆすあしちゃん
  - 桜川エピキュリアン（『小説新潮』2003年12月号）
  - ギンヤンマ、再配置プロジェクト
- 『はじまりのうたをさがす旅 赤い風のソングライン』2004年9月、文藝春秋、「はじまりの歌をさがす旅」角川文庫
- 『今ここにいるぼくらは』2005年7月、集英社、のち文庫
- 『みんな一緒にバギーに乗って』2005年10月、光文社、のち文庫
- 『銀河のワールドカップ』2006年4月、集英社、のち文庫
  - 初出:『小説すばる』2005年10月号 - 2006年2月号、2012年に『銀河へキックオフ!!』としてテレビアニメ化。
- 『てのひらの中の宇宙』 2006年8月、角川書店、のち文庫
- 『星と半月の海』 2006年11月、講談社、のち文庫
- 『桜川ピクニック』 2007年3月、文藝春秋、2012年7月、PHP文芸文庫
  - 青のウルトラマン（『オール讀物』2001年8月号）
  - 前線（『オール讀物』2003年9月号）
  - うんてんしんとだっこひめ（『オール讀物』2002年5月号）
  - 夜明け前（『オール讀物』2003年1月号）
  - おしり関係（『オール讀物』2005年3月号）
  - 親水公園ピクニック
- 『エピデミック』 2007年11月、角川書店、のち文庫、2020年7月 集英社文庫
- 『真夜中の学校で』 2008年4月、小学館
- 『嵐の中の動物園 三日月小学校理科部物語 1』 (角川つばさ文庫) 2009年7月
- 『算数宇宙の冒険 ──アリスメトリック！』 2009年11月、実業之日本社、のち文庫
- 『雲の切れ間に宇宙船 三日月小学校理科部物語 2』 (角川つばさ文庫) 2010年5月
- 『ギャングエイジ』2011年7月、PHP研究所、のち文庫
- 『風のダンデライオン 銀河のワールドカップ ガールズ』2012年3月、集英社文庫
- 『12月の夏休み──ケンタとミノリの冒険日記』 2012年6月、偕成社
- 『雲の王』 2012年7月、集英社、のち文庫
  - 台風の目（書き下ろし）
  - 8月の世界樹（「小説すばる」2011年2月号）
  - 月光環（「小説すばる」2011年4月号）
  - ナーガの雨（「小説すばる」2011年6月号）
  - 目の壁（「小説すばる」2011年8月号）
  - 惑星波（「小説すばる」2011年10月号）
  - アコウの根（書き下ろし）
- 『リョウ＆ナオ』 2013年9月、光村図書出版
- 『続・12月の夏休み──ケンタとミノリの続きの冒険日記』 2014年11月、偕成社
- 『天空の約束』2015年9月、集英社　2018年、文庫化
- 『声のお仕事』2016年2月、文藝春秋　2019年、文庫化
- 『青い海の宇宙港・春夏篇』 2016年7月、早川書房　2019年、文庫化
- 『青い海の宇宙港・秋冬篇』 2016年9月、早川書房　2019年、文庫化
- 『太陽ときみの声』2017年8月、朝日学生新聞社
- 『太陽ときみの声 明日のもっと未来（さき）へ』 2018年11月、朝日学生新聞社
- 『風に乗って、跳べ　太陽ときみの声』2019年12月、朝日学生新聞社
- 『空よりも遠く、のびやかに』2021年5月、集英社文庫
- 『ドードー鳥と孤独鳥』2023年9月、国書刊行会

### 絵本
- 『さんすううちゅうじん あらわる！』2012年2月、講談社（絵・高畠那生）
- 『いろ・いろ　色覚と進化のひみつ』2024年3月、講談社（絵・中垣ゆたか）

### ノンフィクション
- 『クジラを捕って、考えた』1995年5月、PARCO出版、のち徳間文庫、
- 『フロリダマナティの優雅なくらし』（1996年9月、筑摩書房）
- 『イルカとぼくらの微妙な関係』（1997年8月、時事通信社）「イルカと泳ぎ、イルカを食べる」ちくま文庫
- 『動物園にできること 「種の方舟」のゆくえ』1999年3月、文藝春秋、のち文庫、
- 『緑のマンハッタン 「環境」をめぐるニューヨーク生活』（2000年3月、文藝春秋）
- 『オランウータンに森を返す日』（2000年4月、旺文社）
- 『へんてこな動物』（2000年8月、ジャストシステム）
- 『ペンギン、日本人と出会う』（2001年3月、文藝春秋）
- 『ペンギン大好き!』（2002年8月、新潮社）
- 『サボテン島のペンギン会議』（2002年9月、アリス館）
- 『「パパ権」宣言！ お父さんだって子育てしたい』（2006年7月、大月書店）岸裕司、汐見稔幸共著
- 『バカ親、バカ教師にもほどがある ── 子ども化する大人たち』（2008年3月、PHP新書 藤原和博共著
- 『PTA再活用論 ──悩ましき現実を超えて』（2008年10月、中公新書ラクレ）
- 『８時間睡眠のウソ。 日本人の眠り、8つの新常識』（2014年1月、日経BP）三島和夫と共著
- 『「研究室」に行ってみた。』（2014年12月、ちくまプリマー新書）
- 『宇宙の始まり、そして終わり』（2015年12月、日経プレミアシリーズ）小松英一郎と共著
- 『我々はなぜ我々だけなのか』（2017年12月、ブルーバックス）海部陽介監修
- 『動物園から未来を変える　ニューヨーク・ブロンクス動物園の展示デザイン』（2019年2月、亜紀書房） 本田公夫との共著
- 『科学の最前線を切りひらく！』（ 2020年3月、ちくまプリマー新書)
- 『「色のふしぎ」と不思議な社会──2020年代の「色覚」原論』（2020年10月、筑摩書房）
- 『理論疫学者・西浦博の挑戦　新型コロナからいのちを守れ！』（2020年12月、中央公論新社）西浦博と共著
- 『ドードーをめぐる堂々めぐり　正保四年消えた絶滅鳥を追って』（2021年11月、岩波書店）
- 『カラー版　へんてこな生き物　世界のふしぎを巡る旅』（2022年8月、中公新書ラクレ）
- 『おしゃべりな絶滅動物たち　会えそうで会えなかった生きものと語る未来』（2025年1月、岩波書店）

## その他
ゲーム脳に関して批判を行っている。森昭雄の講演に聴衆として参加し、質疑応答の際に、森に対して「ゲーム脳と少年犯罪の関連について、恣意的な解釈を行っているのではないか」などの疑問を投げかけた。
また、クジラが好きで、調査捕鯨船の搭乗や、イルカ漁を取材するなど、様々な取材を行い、ネイチャーライティングの書籍を出している。ただし、川端自身の姿勢は人間の利用が前提であり、捕鯨自体は肯定しているが、資源管理の失敗や違法操業などは批判している。映画『ザ・コーヴ』及び関係者のリック・オバリーに対しては、批判の論点はそれなりに妥当としつつも、イルカ漁を悪として描く不寛容さを批判しており、またその不寛容さに端を発する全否定は逆に相手の側を意固地にし、却って問題が長期化、泥沼化することを懸念している。
動物の権利や動物福祉などについての著述もあるが、動物福祉の立場から動物の暮らしやすい環境を実現している動物園及び水族館を評価する、市民ZOOネットワークのエンリッチメント大賞の審査員も行っている。